# Valdir Sequeira
Valdir Sousa Sequeira (Lisbona, 22 novembre 1981) è un pallavolista portoghese, opposto dell'Hapoël Emek Hefer.

## Palmarès

### Nazionale (competizioni minori)
- European League 2007
- European League 2009
- European League 2010
- Volleyball Challenger Cup 2018

### Premi individuali
- 2009 - European League: Miglior servizio
- 2010 - European League: MVP